# فيرنون هيل (لاعب كريكت)
فيرنون هيل (9 نوفمبر 1978 في المملكة المتحدة - ) (بالإنجليزية: Vernon Hill)‏ هو لاعب كريكت بريطاني. لعب مع Middlesex Cricket Board ‏.

## وصلات خارجية
- فيرنون هيل على موقع إي آس بي آن كريك إنفو (الإنجليزية)